# Man lernt nie aus
Man lernt nie aus (Originaltitel The Intern) ist eine US-amerikanische Filmkomödie mit Robert De Niro, Anne Hathaway, Nat Wolff und Adam DeVine in den Hauptrollen. Sie kam am 24. September 2015 in die deutschen Kinos.

## Handlung
Jules Ostin, Gründerin und CEO eines E-Commerce-Modeunternehmens in New York, stellt im Rahmen eines Gemeindeprojektes den 70-jährigen Witwer Ben Whittaker als Praktikanten ein. Allerdings hat sie nur ihre Arbeit im Kopf und geht nicht auf den Senior ein. Ben muss sich mit modernen Arbeitsmethoden und Technologie auseinandersetzen. Dabei helfen ihm einige der anderen Mitarbeiter, zu denen er wegen seiner besonderen Art einen guten Draht entwickelt. Einen anderen Praktikanten lässt Ben bei sich vorübergehend wohnen, weil er bei seinen Eltern ausziehen musste. Ben lernt auch die geschiedene Haus-Masseurin des Internet-Startups, Fiona, kennen und verliebt sich.
Als Ben entdeckt, dass Jules’ Chauffeur bei der Arbeit alkoholisiert ist, springt er als Fahrer ein. Während der gemeinsamen Fahrten lernen sich die beiden besser kennen. Jules stellt Ben ihre Familie vor und er freundet sich mit ihrer kleinen Tochter an. Ben erzählt Jules, dass er in dem Gebäude ihres Unternehmens 40 Jahre lang gearbeitet hat, als dort früher noch Telefonbücher produziert wurden, und sich auch aus diesem Grund für das Praktikum beworben hatte.
Zufällig entdeckt Ben während eines Ausflugs mit der Tochter, dass Jules’ Ehemann Matt eine Affäre hat, kann sich aber nicht dazu durchringen, ihr davon zu erzählen.
Nach gründlichen Überlegungen will Jules einen neuen CEO für ihr Unternehmen gewinnen. Nach einigen Fehlschlägen besucht sie mit Ben auf einer mehrtägigen Reise nach San Francisco einen weiteren CEO, mit dem sie schließlich ins Geschäft kommt. Auf der Reise gesteht Jules Ben, dass sie von der Affäre ihres Mannes wusste. Sie versucht mit Matt einen Neuanfang und verzichtet letztendlich doch auf die Unterstützung des CEOs, da sie es alleine schaffen will.

## Produktion
Ursprünglich sollte der Film von Paramount Pictures produziert werden, dieser Plan sah Tina Fey und Michael Caine in den Hauptrollen vor. Von dieser Konstellation wurde aufgrund von Uneinigkeiten über die Budgethöhe Abstand genommen und Meyers nahm Verhandlungen mit anderen Studios und Schauspielern auf. Als Produktionsfirma wurde nun Worldview Entertainment gewählt, im November 2013 fiel die Wahl der männlichen Hauptrolle auf Robert De Niro, die der weiblichen auf Reese Witherspoon. Nach dem Wechsel zu Warner Bros. wurden De Niro und Witherspoon als Hauptrollen beibehalten, letztere verließ die Produktion allerdings im Januar 2014 aus terminplanerischen Gründen wieder. Am 7. Februar wurde an ihrer Stelle schließlich Anne Hathaway engagiert. Die Wahl des Kameramanns fiel auf Stephen Goldblatt, am 23. Juni stieß Zack Pearlman zur Besetzung hinzu. Die Hauptdreharbeiten begannen am 23. Juni 2014 in Brooklyn, New York City.

## Veröffentlichung
Ein erster Trailer zum fertigen Film wurde am 13. Mai 2015 präsentiert. Es folgten mehrere Teaser, am 3. August 2015 wurde ein weiterer Trailer veröffentlicht. Am 23. Juni 2015 veröffentlichte Warner Bros. DE den ersten deutschen Trailer, ein weiterer erschien am 14. August.
Der Film bekam eher positive Kritiken. Gelobt wurde das Zusammenspiel der Darsteller, kritisiert die nicht ausgeschöpften Möglichkeiten der Prämisse des Films. Einem Budget von 35 Millionen US-Dollar stand ein Einspielergebnis von rund 195 Millionen US-Dollar gegenüber.